# Olof Peter Swartz
Olof Peter Swartz (Norrköping, 21 de setembro de 1760 — Estocolmo, 19 de setembro de 1818) foi um botânico e taxonomista sueco. Ele é mais conhecido por seu trabalho taxonômico e estudos em pteridófitas.

## Biografia
Olof Swartz frequentou a Universidade de Uppsala, onde estudou com Carl Linnaeus, o Jovem (1741-1783) e recebeu seu doutorado em 1781. Ele viajou pela primeira vez em 1780 para a Lapônia na companhia de vários outros botânicos.
Em 1783 ele navegou para a América do Norte e as Índias Ocidentais, principalmente na área da Jamaica e Hispaniola, para coletar espécimes botânicos. Sua coleção botânica, de uns impressionantes 6 000 espécimes, agora é mantida pelo Museu Sueco de História Natural, como parte do herbário Regnellian.
Em 1786, ele partiu para Londres para preparar sua coleção. Lá ele conheceu o naturalista Joseph Banks (1743–1820), que ficou impressionado com seu conhecimento da botânica. Ele foi convidado a trabalhar na Companhia Britânica das Índias Orientais como médico viajante, mas recusou e voltou para a Suécia em 1787. Dez anos depois, ele propôs casamento à Real Academia Sueca de Ciências (da qual se tornou membro em 1789) a ideia de uma bolsa de viagem permanente, baseada nos métodos que ele vira empregados por Joseph Banks dentro do Império Britânico. Em 1791 ele se tornou Professor Bergianus na Academia de Ciências de Estocolmo. Foi eleito Membro Honorário Estrangeiro do Academia de Artes e Ciências dos Estados Unidos em 1805. Ele foi eleito membro da Sociedade Filosófica Americana em 1806.
Swartz foi o primeiro especialista em taxonomia de orquídeas, que publicou uma revisão crítica da literatura sobre orquídeas e classificou os 25 gêneros que reconheceu por meio de seu trabalho. Ele também foi o primeiro a perceber que a maioria das orquídeas tem um estame, enquanto as orquídeas sapatinho têm dois.
 

O gênero Swartzia (Caesalpiniaceae, Fabaceae or Leguminosae) foi nomeado em sua homenagem por Schreber.

## Publicações selecionadas
- Nova genera et species plantarum seu prodromus, 1788
- Observationes botanicae, 1791
- Icones plantarum incognitarum, illustrating the rare plants of the West Indies (Upsala, 1794-1800)
- Flora Indiae occidentalis, (3 vols., 1797-1806)
- Synopsis Filicum, 1806
- Lichenes Americani (Nuremberg, 1811)
- Summa vegetabilium Scandinaviae, 1814